# Leuctridae
Famille
Les Leuctridae forment une famille d'insectes plécoptères dont on connaît 13 genres actuels et plus de 270 espèces.

## Classification
Sous-famille Leuctrinae Klapálek 1905
- Tribu Leuctrini Klapálek 1905
  - Calileuctra Shepard & Baumann, 1995
  - Despaxia Ricker, 1943
  - Euleuctra Illies, 1966
  - Leuctra Stephens, 1836
  - Moselia Ricker, 1943
  - Pachyleuctra Despax, 1929
  - Paraleuctra Hanson, 1941
  - Perlomyia Banks, 1906
  - Pomoleuctra Stark & Kyzar, 2001
  - Rhopalopsole Klapálek, 1912
  - Zealeuctra Ricker, 1952
- Tribu Tyrrhenoleuctrini
  - Tyrrhenoleuctra Consiglio, 1957

Sous-famille Megaleuctrinae Zwick 1973
- - Megaleuctra Neave, 1934

Genres fossiles :
- - Baltileuctra Chen, 2018 †
  - Euroleuctra Chen, 2018 †
  - Lycoleuctra Sinitshenkova, 1987 †
  - Rasnitsyrina Sinitshenkova, 2011 †